# 冠岳駅
冠岳駅（クァナクえき）は、大韓民国京畿道安養市万安区石水1洞にある、韓国鉄道公社（KORAIL）の駅。「安養芸術公園」という副駅名を持つ。
乗り入れている路線は、線路名称上は京釜線であるが、当駅には電車線を走る京釜電鉄線（首都圏電鉄1号線）電車のみが停車する。駅番号は(>P146)。

## 駅構造
島式ホーム2面4線を有する地上駅で、橋上駅舎を有する。
出口は1番（駅西側）と2番（駅東側）の2ヶ所ある。　

### のりば
| 1 | 京釜電鉄線 | 緩行 九老・ソウル駅・清凉里・光云大方面 |
|   |            | 通過線2線                               |
| 2 | 京釜電鉄線 | 緩行 餅店・西東灘・天安・新昌方面       |

## 利用状況
近年の一日平均乗車人員推移は下記の通り。
| 路線       | 乗車人員 | 乗車人員 | 乗車人員 | 乗車人員 | 乗車人員 | 乗車人員 | 乗車人員 | 乗車人員 | 乗車人員 | 乗車人員 | 乗車人員 | 注 釈 |
| 路線       | 2000年   | 2001年   | 2002年   | 2003年   | 2004年   | 2005年   | 2006年   | 2007年   | 2008年   | 2009年   | 2010年   | 注 釈 |
| ---------- | -------- | -------- | -------- | -------- | -------- | -------- | -------- | -------- | -------- | -------- | -------- | ----- |
| 京釜電鉄線 | 6511     | 7837     | 9324     | 10807    | 8781     | 8779     | 8595     | 8569     | 8968     | 8875     | 8739     | [ 2 ] |

## 駅周辺
駅名の由来となった冠岳山へは、東側の市街地の外れから登山道が伸びている（山頂までは約5km）。
- 石水1洞住民センター
- 三聖初等学校
- 京仁教育大学校京畿キャンパス
- 安養芸術公園
- 安養虎岩初等学校
- 石水2洞住民センター
- 石水体育公園
- 鳶峴村
- 石水市場
- 第二京仁高速道路 石水インターチェンジ

## 歴史
- 1973年11月16日 - 駅舎新築着工。
- 1974年7月5日 - 駅舎新築竣工。
- 1974年8月15日 - 首都圏電鉄（京釜電鉄線）開通と共に配置簡易駅として開業。
- 1983年8月6日 - 運転簡易駅に変更。
- 1998年1月1日 - 無配置簡易駅（乙種委託販売所）に変更。
- 2005年6月10日 - 冠岳駅-光明駅間の直通シャトルバス運転開始。
- 2009年7月1日 - 副駅名（安養芸術公園）制定。
- 2012年6月30日 - 冠岳駅-光明駅間の直通シャトルバス運転終了。

## 隣の駅
韓国鉄道公社　
京釜電鉄線　
急行　　　
通過　　　
緩行　　　
石水駅 (P145) - 冠岳駅 (P146) - 安養駅 (P147)　